# ASEAN Club Championship
Die ASEAN Club Championship ist ein internationaler Fußballwettbewerb für Vereinsmannschaften, welcher von der AFF ausgetragen wird. Das von der FIFA und der AFC anerkannte Turnier wurde erstmals im Jahr 2003 ausgetragen.

## Geschichte
Die Erstaustragung des Wettbewerbs fand im Jahr 2003 statt und sollte in einem Turnus von zwei Jahren ausgetragen werden. Bei der ersten Ausgabe nahmen elf Klubs aus den einzelnen Verbänden teil, sowie East Bengal, welche als indischer Vertreter als Gast teilnahmen, und dabei die erste Ausgabe des Turniers auch gleich gewannen. Bei der zweiten Ausgabe im Jahr 2005 nahmen danach nur noch acht Klubs teil und es gab auch keine Gastmannschaften. Die Nichtteilnahme von einigen Klubs wurde mit dem übervollen Terminkalender in dieser Zeit begründet, was am Ende auch mit dazu führte, dass dieses die vorerst letzte Ausgabe des Wettbewerbs blieb.
2024
Erste Bestrebungen das Turnier wieder aufleben zu lassen, begannen dann erstmals im Jahr 2012. Offiziell wurde dann für das Jahr 2020 eine Austragung geplant, welche aber aufgrund der COVID-19-Pandemie erst ins Jahr 2021 sowie später ins 2022 verschoben sowie anschließend komplett abgesagt wurde.
Im Oktober 2022 wurde dann angekündigt, dass eine Ausgabe über die Laufzeit der Saison 2023/24 (von September 2023 bis Mai 2024) ausgetragen werden sollte, diese wurde wiederum aber auch wieder aufgrund von Terminüberlappungen mit der ersten Runde der Qualifikation für die Weltmeisterschaft 2026 sowie der nachträglich verschobenen Asienmeisterschaft 2024 auch wieder abgesagt. Dann wurde eine Ausgabe für die Saison 2024/25 angedacht, welche im Juli 2024 mit der Qualifikationsrunde startete.

## Modus und Teilnehmerzahlen
Die erste Ausgabe wurden mit einer Gruppenphase von vieren mit jeweils drei Teilnehmern ausgetragen. Die beiden besten Mannschaften aus jeder Gruppe zogen dann in die K.o.-Phase weiter, in der es dann in einfachen Partien beginnend mit dem Viertelfinale bis ins Finale ging. Auch ein Spiel um den dritten Platz wurde ausgetragen. Bei der zweiten Austragung reduzierte sich die Anzahl der Gruppen aufgrund der geringeren Teilnehmeranzahl um die Hälfte auf zwei Gruppen, welche nun jeweils vier Mannschaften beinhielten. Hiervon zogen nun aber auch weiterhin die besten zwei Mannschaften in die K.o.-Phase weiter, welche nun mit dem Halbfinale begann. Ein Spiel um den dritten Platz wurde diesmal nicht ausgetragen.
Ab der erstmals geplanten Austragung im Jahr 2020 wurde sich darauf festgelegt, dass die größeren Verbände zwei Teilnehmer stellen dürfen. Dies war nebst Thailand und Vietnam dann auch noch Indonesien. Zudem hatte auch Malaysia das Recht auf die Aussendung von zwei Teilnehmern erhalten, diese entschieden sich aber gar keinen Teilnehmer zu schicken. Weiter wurde vor dem eigentlichen Turnier, eine Qualifikationsphase installiert, welche Mannschaften beherbergen, soll die erst noch für die Teilnahme an der Gruppenphase durch ein Playoff müssen.
Bei der geplanten Ausgabe in der Saison 2024/25 ist ähnliches vorgesehen wenngleich diesmal voraussichtlich alle berechtigten Verbände auch Mannschaften stellen werden. Nicht berechtigt für eine Teilnahme sind dabei Osttimor, wie auch Australien. In den Playoffs müssen jeweils dann eine Mannschaft aus Kambodscha, Laos, Brunei und Myanmar antreten.

## Die Endspiele und Sieger
| Jahr    | Sieger            | Ergebnisse                           | Finalist           |
| ------- | ----------------- | ------------------------------------ | ------------------ |
| 2003    | East Bengal FC    | 3:1                                  | BEC Tero Sasana FC |
| 2005    | Tampines Rovers   | 4:2                                  | Pahang FA          |
| 2006–21 | nicht ausgetragen | nicht ausgetragen                    | nicht ausgetragen  |
| 2022    | abgesagt          | abgesagt                             | abgesagt           |
| 2023    | nicht ausgetragen | nicht ausgetragen                    | nicht ausgetragen  |
| 2024/25 | Buriram United    | 2:2 (HS) / 3:3 n. V., 3:2 n. E. (RS) | Công An Hà Nội FC  |
| 2025/26 |                   |                                      |                    |